# La Victoria, Guerrero
La Victoria är en ort i Mexiko.   Den ligger i kommunen Igualapa och delstaten Guerrero, i den sydöstra delen av landet, 300 km söder om huvudstaden Mexico City. La Victoria ligger 404 meter över havet och antalet invånare är 460.
Terrängen runt La Victoria är kuperad. Runt La Victoria är det ganska glesbefolkat, med 23 invånare per kvadratkilometer. Närmaste större samhälle är Ometepec, 12,2 km sydost om La Victoria. Omgivningarna runt La Victoria är en mosaik av jordbruksmark och naturlig växtlighet.